# Hylomyscus denniae
Hylomyscus denniae é uma espécie de roedor da família Muridae.
Pode ser encontrada na Angola, Burundi, República Democrática do Congo, Quénia, possivelmente Malawi, Ruanda, Tanzânia, Uganda e Zâmbia.
Os seus habitats naturais são regiões subtropicais ou tropicais húmidas de alta altitude.